# Joseph Paul Jernigan
Pour les articles homonymes, voir Jernigan.
Joseph Paul Jernigan, né le 31 janvier 1954 en Illinois, mort le 5 août 1993 à Huntsville au Texas est un criminel américain, dont le corps a été utilisé dans le cadre du Visible Human Project après son exécution.

## Crime et exécution
En 1981, il a été jugé coupable d'un meurtre de sang froid et condamné à mort pour le meurtre d'Edward Hale, un homme de 75 ans qui l'avait découvert en train de cambrioler sa maison avec Roy Lamb, son complice. Il a passé 12 ans en prison, avant que son dernier recours ne soit refusé. L'administration pénitentiaire lui a proposé un dernier repas (deux cheese burger, des frites et du thé glacé) qu'il a refusé, puis il a reçu dans le bras une injection létale, et a été déclaré mort 6 minutes plus tard à 12 h 31 le 5 août 1993. Il était alors le 64e condamné à mort exécuté au Texas depuis le rétablissement de la peine de mort en 1982.

## Utilisation de son corps pour leVisible Human Project
Son cadavre a été congelé puis sectionné en 1 871 tranches[réf. non conforme] de la tête aux pieds[réf. non conforme], et photographié dans le cadre du Visible Human Project et l'école de médecine de (en) l'Université du Colorado, par le professeur Vic Spitzer et ses associés[réf. non conforme]. Quinze mois après son exécution, les images sont diffusées sur internet. L'ensemble des données représentent 15 Go[réf. non conforme]. Son histoire a fait l'objet d'un documentaire sur la chaîne HBO, ainsi que sur la chaîne Arte.

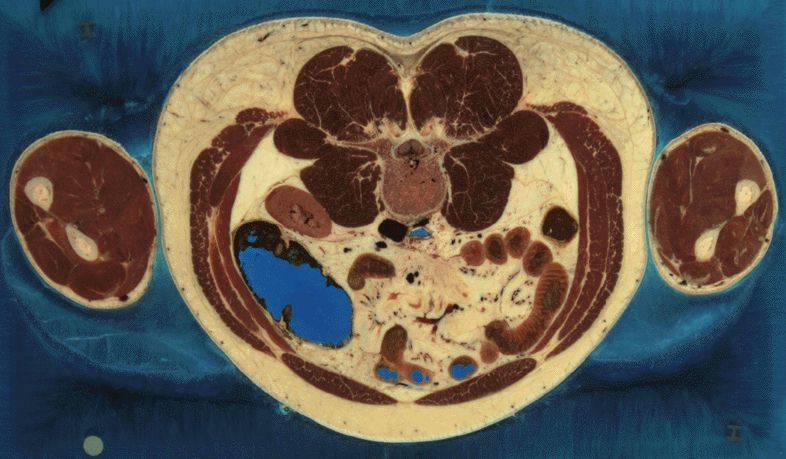
Section de l'abdomen de Joseph Paul Jernigan.

Il avait accepté de donner son corps à la science pour la recherche scientifique et médicale, sans savoir exactement quel usage il en serait fait, et les conditions de son consentement éclairé font débat.

## Filmographie
- 2000 : Blue End (de) réalisé par Pierre Mennel (de), produit par Kaspar Kasics (de), 85 minutes[12]
- 2000 : La Carrière d'un cadavre, documentaire, Arte[10]
- 2003 : The Virtual Corpse, 45 minutes, documentaire HBO[13][réf. non conforme]